# Chiesa di San Michele Arcangelo (La Spezia)
La chiesa di San Michele Arcangelo, in via della Croce a La Spezia, sulle ultime propaggini del monte S. Croce, costituisce uno dei pochi monumenti medievali rimasti nella città.
Costruita nel 1348 e dedicata nell'anno seguente, la chiesa apparteneva alla comunità di Pegazzano, insediata in quello che a quel tempo era uno dei vari borghi della piana spezzina, sulla via commerciale che dal mare conduceva a Biassa e a Carpena.

## Descrizione
L’edificio mostra tuttora dettagli architettonici gotici. 
L’arco ogivale d’ingresso, in arenaria, racchiude una lunetta con resti di un affresco dedicato all'Arcangelo Michele.
In origine la facciata recava un campanile a vela, di cui sono state trovate le tracce, e che fu  abolito quando fu costruita la torre campanaria, nel XV secolo o prima metà del XVI secolo. La controfacciata presenta anche elementi romanici e, sopra il portale, è caratterizzata da una croce lucifera ricavata nello spessore della muratura.
L’impianto architettonico interno è costituito da un ambiente a navata unica con monofore trecentesche, chiusa al fondo dall’abside e con tetto a capriate. Resti  di intonaco confermano la presenza di decorazioni ad affresco. Le murature mostrano segni di modifiche avvenute nel tempo.
Di particolare interesse e bellezza è una lapide marmorea incisa in caratteri trecenteschi apposta sulla torre campanaria: l'epigrafe, datata all'anno 1349, commemora i lavori eseguiti dalla stessa comunità di Pegazzano per l’edificazione della chiesa in ringraziamento dopo l’epidemia di Peste Nera.
A metà del  XV secolo la contrada di Pegazzano fu abbandonata per la diffusione di una grave epidemia e tornò ad essere abitata soltanto nella seconda metà del secolo successivo.
Vari rimaneggiamenti nel XVII secolo hanno conferito al tempio l’aspetto attuale caratterizzato dalla facciata a timpano e l’inserimento di due pregevoli altari laterali, policromi a stucco.
La Chiesa di San Michele Arcangelo è inclusa nel Catalogo Generale dei Beni Culturali Italiani.

## Indagini archeologiche
Gravemente danneggiata nel corso della Seconda Guerra Mondiale, la chiesa venne trascurata e nel dopoguerra fu usata come magazzino. Ulteriori utilizzi impropri ne hanno provocato un significativo degrado, a cui recentemente si è inteso rimediare con restauri.
Prima di condurre i lavori di restauro, a cura dell'Università di Pisa sono stati eseguiti alcuni saggi di scavo per studiarne la datazione e le vicende storiche. Ne è risultata la conferma della sua datazione basso medievale.
Durante lo scavo sono stati rinvenuti alcuni reperti metallici, «una moneta di zecca ad ora mai ritrovata in Liguria» (2017), diversi frammenti di vasellame medievale di ceramica ligure e pisana, parte di un calice di vetro e maioliche di Montelupo fiorentino del XV secolo. 
È stata rinvenuta anche una moneta, identificata come quattrino della zecca del Ducato di Castro riconducibile alla prima metà del XVI secolo, che reca Papa Paolo III Farnese sul dritto e San Savino su rovescio.